# Addison Cresswell
Addison Cresswell (28 de junio de 1960 - 22 de diciembre de 2013) fue un agente de talentos de comedia británica. Fue notable por encontrar muchos comediantes de stand-up "alternativos" en escenarios como el Festival Fringe de Edimburgo, su promoción y la búsqueda de lugares para ellos en la televisión y la radio durante un período de 30 años a partir de la década de 1980.

## Carrera

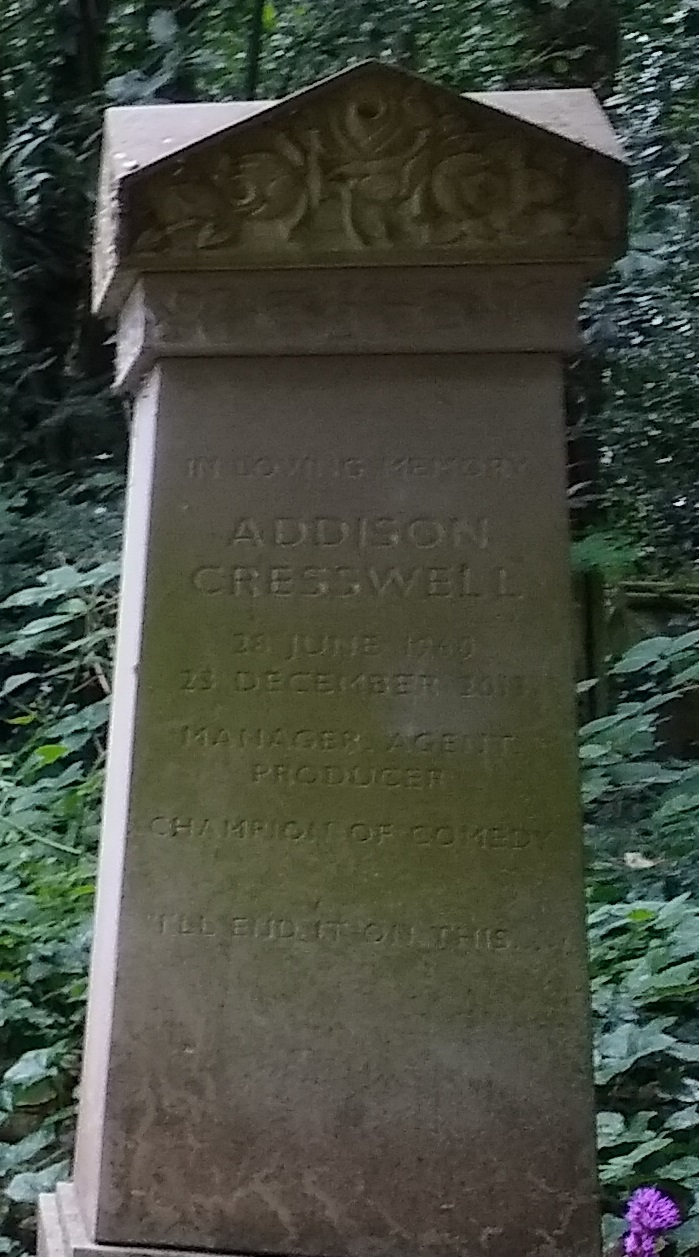
Tumba de Addison Cresswell

El poeta y comediante John Hegley fue el primer cliente de Cresswell en 1981 y fundó una compañía de producción llamada "Wonderdog" con Paul Merton y Julian Clary. Su lista de clientes incluye a: Jonathan Ross, Lee Evans, Jack Dee, Jeremy Hardy, Alan Carr, Marcus Brigstocke y Rich Hall. Él estaba detrás de la emisión de Live at the Apollo en BBC1 y auspiciada por Michael McIntyre y Stand Up for the Week en Channel 4 a partir de 2010. Fundó y dirigió la agencia de talentos Off the Kerb, que tiene un área de televisión llamado "Open Mike Productions".
Cresswell murió de un ataque al corazón a los 53 años de edad.